# Дубровка (Коркинский район)
Дубро́вка — деревня в Коркинском районе Челябинской области. Входит в состав Коркинского городского поселения.

## География
Ближайшие населённый пункт: посёлок Дубровка-Челябинская и деревня Глинка.

## История
Деревня основана на месте бывшего выселка Дубровского, построенного в 1924 году в Синеглазовском сельсовете. В 1926 году в деревне насчитывалось 39 дворов, работала школа. В 1930 году создан колхоз «Парижская коммуна» (после Великой Отечественной войны назван «Победа»), который в 1937 году, владел 1231 га земли, в т. ч. пашни 662 га, сенокосов 169 га, выгона 44 га, леса 220 га. Колхозники выращивали овощные, зерновые, кормовые, технические культуры, разводили птицу и скот. В хозяйстве имелись пекарня, кузница, мельница, пасека, функционировали сезонные ясли. В разные годы деревня относилась к Еткульскому, затем к Копейскому и после к Сосновскому районам.

## Население
| 2002 | 2010 |
| ---- | ---- |
| 139  | ↗142 |

По данным Всероссийской переписи, в 2010 году численность населения деревни составляла 142 человека (66 мужчин и 76 женщин).

## Улицы
Уличная сеть посёлка состоит из 7 улиц.